# 卡洛斯·塞夏斯
若热·安东尼奥·卡洛斯·德·塞夏斯（葡萄牙語：José António Carlos de Seixas，1704年6月4日—1742年8月25日），葡萄牙作曲家，管风琴家。14岁时就在家乡教堂任管风琴师，后移居里斯本，在宫廷工作，并结识了D.斯卡拉蒂。1735年被封为骑士。作品风格受德国音乐影响较大。其大部分手稿都在里斯本大地震中佚失。